# Bust a Nut
Bust a Nut är Teslas fjärde studioalbum släppt augusti 1994. Det var det sista Tesla-albumet innan deras upplösning.

## Låtlista
1. "The Gate / Invited" (Hannon, Keith, Skeoch, Wheat)
2. "Solution" (Keith, Skeoch)
3. "Shine Away" (Hannon, Keith, Skeoch, Wheat)
4. "Try So Hard" (Keith, Wheat)
5. "She Want She Want" (Hannon, Keith)
6. "Need Your Lovin'" (Keith, Luccketta, Skeoch)
7. "Action Talks" (Keith, Skeoch)
8. "Mama's Fool" (Hannon, Keith)
9. "Cry" (Hannon, Keith, Wheat)
10. "Earthmover" (Hannon, Keith)
11. "Alot to Lose" (Hannon, Keith, Wheat)
12. "Rubberband" (Hannon, Keith, Wheat)
13. "Wonderful World" (Hannon, Keith, Skeoch)
14. "Games People Play" (South)